# LG Optimus L3
LG Optimus L3 (модельний номер в Україні  — E400)  — смартфон із серії L-Series, розроблений компанією LG Group, анонсований 21 лютого 2012 року та був представлений на Mobile World Congress 2012 року. Виходить із операційною системою Android Gingerbread.

## Програмні особливості
QuickMemo

Функція QuickMemo дозволяє робити швидкі замітки, скриншоти дисплею приладу. Зображення, що були зроблені як замітки чи дудли можуть пересилатися через повідомлення чи пошту, проте не можуть бути відправлені у соціальні мережі. Працює не у всіх країнах.

## Варіації приладу
Optimus L3 Dual (E405) також відомий як  LG Optimus L3 Dual, LG Optimus L3 DualSim

Смартфон був представлений у серпні 2012 року і одразу почав продаватись. В апараті встановлено слот на дві сім-картки (один радіомодуль; в основної моделі  — одна сім-карта), ємність батареї становить 1540 мА/г (в основної моделі  — 1500 мА/г)

## Відео
- Офіційний ролик LG Optimus L3 [Архівовано 10 серпня 2016 у Wayback Machine.] (англ.)
- Огляд LG Optimus L3 [Архівовано 11 травня 2012 у Wayback Machine.] на PhoneArena (англ.)